# Sociedad Catalana de Geografía
Sociedad Catalana de Geografía (en catalán, Societat Catalana de Geografia, SCG) es una entidad fundada en 1935 como filial del Instituto de Estudios Catalanes (IEC), adscrita a la Sección de Filosofía y Ciencias Sociales. Cultiva la geografía en todos sus aspectos para extender el conocimiento del pueblo catalán y reunir y publicar los trabajos de quienes se dedican. Los socios fundadores fueron Eduard Fontserè i Riba, Pau Vila i Dinarés, Marco Aurelio Vila i Comaposada, Gonçal de Reparaz i Ruiz, Lluís Solé i Sabarís y Pere Blasi i Marangu.

## Historia
Tuvo que interrumpir sus actividades durante la guerra civil española y al terminar la mayor parte de sus miembros se exiliaron. En 1947 reinició sus actividades de manera clandestina a través de conferencias y cursos particulares. En 1976 contactó con los jóvenes universitarios y desde 1977 actúa de forma oficial.

## Funcionamiento
La gestión de la Sociedad es dirigida por la Junta de Gobierno elegida por la Asamblea General. En las reuniones de la Junta asiste un delegado del IEC (Sección de Filosofía y Ciencias Sociales), enlace entre las dos entidades. Concede el premio Eduard Brossa para el conjunto de nombres de lugar de una localidad catalana, el premio Lluís Solé i Sabarís desde 1986 y el premio Lluís Casassas i Simó para estudiantes o jóvenes licenciados en geografía desde 1996. Sus publicaciones son Revista Catalana de Geografía (1978-1982) y Trabajos desde 1984.

## Presidentes
- Pau Vila i Dinarés (1935-1936)
- José-Ramón Bataller y Calatayud (1948- 1954)
- Josep Calassanç Serra i Ràfols (1955- 1969)
- Josep Iglésies i Fort (1970- 1972)
- Lluís Solé i Sabarís (1973-1981)
- Salvador Llobet i Reverter (1982-1985)
- Lluís Casassas i Simó (1986-1991)
- Vicenç Biete i Farré (1992-2000)
- Maria Dolors Garcia i Ramon (2000-2006)
- Francesc Nadal i Piqué (2006-2012)
- Josep Oliveras i Samitier (2012-actualidad)